# プラゥヴ クルイード
『プラゥヴ クルイード』は、2008年5月30日に発売されたゲーム制作ブランドしゃくなげの18禁ソーサリーファンタジー学園青春アドベンチャーゲームソフト。主題歌MAXI SINGLE（オープニング、エンディング曲封入）が予約特典にあった。

## 概要
メーカーであるしゃくなげから「SF（ソーサリー ファンタジー）学園青春ADV」というジャンルで分類されている。ソーサリーという言葉より連想されるようにいわゆる魔法と、ファンタジーという言葉より仮想世界設定、フィクションが前提にある作品であり、学園青春ADVともあるとおりいわゆる学園ものの恋愛アドベンチャーゲーム。一般的なADVと同じようにゲーム画面下部にテキストが表示され、選択肢によりストーリーが分岐する。風門院 薫、トレント・クロコダイルを除く主要なキャラクターが主人公と同じ寮に住んでいるという設定のためどのストーリーにすすんでもほぼ全てのキャラクターに出番がある。ストーリー分岐は難解ではなく、目指すヒロインキャラ寄りの選択をすることで展開するので全キャラ攻略の難易度は低めとなっている。2008年6月6日に修正プログラムVersion1.01が公開されている。

## ストーリー
人々は魔法や呪術といった奇跡の力を自然科学によって説明できる一つの分野、ソーサリーとして捉えるまでに成長した時代。ソーサリーを科学技術の助けによって使い操る者をソーサラーと、そして自らソーサリーを操る者を古よりの呼び名魔法使いと呼ぶ。
主人公・賀茂勇次は、魔法使いの名門・賀茂家の長男として産まれたにもかかわらず、一切ソーサリーの才能がないおちこぼれ。おかげで跡取りである義妹の六花の保護者兼手伝いとして、自分の入学式も休まされて彼女の入学式に付き合う羽目になる。 
義妹が入学するのは世界中から魔法使いが集う名門”試しの門学園”。だがひょんな事がきっかけで勇次もその学園に入学することに。おちこぼれ勇次には縁もゆかりもないはずのこの街で、彼の新しい生活が始まる。

## 登場人物

### メインキャラクター
賀茂 勇次（かも ゆうじ）
声：無し
本編の主人公。魔法使いの名門・賀茂家の嫡男ではあるが魔法はおろかソーサリーも扱えず、無能のレッテルが貼られている。賀茂家の跡取りにそぐわないために従姉妹である六花が賀茂家の養女として迎え入れられ賀茂家では浮いた存在。
ソーサリーの才能は無いがそのことを悲観することなく前向きに思考するが、義妹である六花の立ち振る舞いやソーサリーを目の当たりにすると自分の無能を卑下することも。ソーサリー能力が無い事を自覚しているためその他のことに関しては至って普通の立ち振る舞いをする少年。
ソーサリーの判定検査にも全く反応せず、能力が全くないと言うことになっているが、実はある事が原因でソーサリーが無効になっており、本編では発現することは無いがかなり有能な魔法使いらしい。
賀茂 六花（かも りっか）
声：木村あやか
身長：160cm 3サイズ 83/55/81
本来は勇次の従姉妹だが、勇次に才能が無いため賀茂家の養女になった。 学業、運動神経ともに抜群でさらに強大な魔法使いでもある。賀茂家の跡取りとして育てられたため負けず嫌いで、そのための努力は惜しまない。ソーサリーの能力がない勇次を見下す素振りをし、きつい態度をとるが小さい頃は勇次に適わずにいた事が刷り込まれており不甲斐ない兄をたしなめることも。
性格は通常冷静沈着、利発に振る舞っているが、一度火がつくと周囲が見えなくなる直情型。ただ緊張に弱くトイレに籠もってしまう癖があり、そのせいで入学式早々のトラブルで新入生代表のトップ入学のはずがおちこぼれクラスに入る羽目に。
鬼や龍を呼び出し使役する強力な魔法を使い、高い戦闘能力を有する。賀茂家当主に累代仕えてきた式神クレハをいつも付き従えている。
アルフヒルド・トレーネン
声：成瀬未亜
身長：147cm 3サイズ 73/50/72
勇次が試しの門学園で出会った不思議な少女。 性格は悪く、見かけによらず年寄り臭い下ネタ発言と暴力的な行動をとる。子供っぽくこらえ性が無くすぐにムキになる。その生い立ちや家族など全てが不明だが、何故か同じクラスに入ることに。勇次達からの呼び名は”アル”。ブロートとは知り合いのようだが、何故年配者であろうブロートと知り合いなのかは不明。
六花に負けず劣らないわがままぶりで、感情表現がどれもストレートで嘘が下手。全身で喜びを表現し、また激しく怒りそして時折寂しい表情を見せることもある。
試しの門学園に急遽編入（？）したこともありソーサリー全般に巨大な力を振るうが、使用する魔法等については不明。
実はプラゥヴ クルイード【試しの門】に封印されている女神本体の一部能力を解放して具現化している女神そのもので、転生しているかもしれない思い人を待っていた。
風門院 薫（ふうもんいん かおる）
声：月影忍
身長：155cm 3サイズ 77/55/78
試しの門学園に通うクラスが違う勇次達の同級生でジュニアからの進級者。ジュニアでは成績トップであったため、入学式での新入生代表になれなかったことで六花をライバル視している女の子。成金出身でかなりのお嬢様だが、歯を食いしばって頑張るど根性タイプ。六花を脱落者として無視しようとしているが、優しい言葉をかけてきた勇次に好意を抱いているのもあっていつも側にいる六花を実はかなり意識している。
エリートクラスに所属し生徒会にも所属。将来の生徒会会長を目指して、日夜奮闘しているが勇次の事が気になり現会長の言動に直実になれない事も。些か、自分の胸にコンプレックスがある。
強力な風の魔法を操り、空を飛ぶことすら可能とする。
睦月・マイヤー（むつき マイヤー）
声：青山ゆかり
身長：162cm 3サイズ 85/53/86
勇次･六花のクラスメートで一年生二回目の問題児。普段から無口で余計なことはあまり喋らない。会話が嫌いだとか言うのではなく、自分と関わる人を極力少なくし親しい友人を作らない為の振る舞いであるようだ。
入学できているのでソーサリー能力がある筈なのだが授業でも、試験でも魔法どころかソーサリーすら使おうとはせず、不良のレッテルを貼られている。よく学校をサボり、夜も出歩いている謎の多い女の子。 学園やソーサリーそのものを嫌うような素振りも。どのような魔法を操るのかも一切不明。
マイヤー家という名門出身ではあるが睦月という日本名であるためにどうも冷たい処遇を受けていたようで、その境遇のためか言動は周囲から一線を引いているようである。
実は強力な魔法を使えるのだが、使ったときの反動に問題があるため使うのを控えている。黒の女王とも関わりがある為、ストーリーによっては重要な役割を担う。
鈴木 花子（すずき はなこ）
声：芹園みや
身長：160cm 3サイズ 90/56/88
勇次、六花、睦月が住む学校指定寮【カメレオン】の管理人さん。
おっとりした物言いで少々抜けている所があるものの、家事全般をこなし、特に料理の腕はぴかいちで、優しく包容力のあるお姉さんでもある。趣味が年頃の女の子とはしては変わっており、妄想が激しくそちら方面にも興味津々なマゾっ子さん。
ソーサリーの才能はなく、普通の学校に通う女の子で働きながら勉学に勤しむ苦学生でもある。
このゲームにおける攻略ヒロインの中では一番の巨乳の持ち主。

### サブキャラクター
クレハ
声：倉田まりや
身長：???cm 3サイズ ??/??/??
年齢不詳であるが代々賀茂家に仕えてきた式神であることからかなりの齢である。その正体は大妖（自称）であるらしい。
賀茂六花を将来の当主としてみているため、現在は仮の主人としている。普段はぬいぐるみに封印されており、その姿のまま宙を浮いたりしている。常に六花と行動をしており、六花と同じく勇次にはきつい言葉を浴びせるがぬいぐるみの姿では行動が伴わないため軽くあしらわれることも。
ぬいぐるみのある部分に封印を解く鍵が隠されているのだが、主人であると認められた者でないと解くことができない。
トレント・クロコダイル
声：角川竜二
身長：???cm 3サイズ ??/??/??
生徒達の代表でもある生徒会長であり、学園を支配する自称「学園王」。絶対無敵と言われる謎の魔法の使い手。過去、絶大な権勢を誇っていた生徒会長（魔女）との対決でその実力を披露し現生徒会長に納まる。
魔法使いの名門賀茂家の血筋である六花を生徒会に取り入れ、さらなる権勢を築こうと目論む。
ブロート
声：三原椎名
身長：???cm 3サイズ ??/??/??
熊のような体格のおっさん。ソーサリーの能力は不明であるのに何故か学園の用務員として働いているようだが、実際に何をしているかも不明。
花子さんに餌付けされたかのようにカメレオンに居着いてしまったらしく、謎の多い人物。相当な酒豪で寮にいるときは暇を見つけては酒を飲んでいる。
アルとは永い付き合いのようだがどのような関係なのかは不明。勇次には意味深な事を言ったり助言めいた言動をする。年齢不詳だが男なのでそれなりにスケベ趣味もあり、憎めない性格。
実は神に最も近いと言われた伝説の魔法使い”アンブロジウス”その人であり、試しの門学園をつくった人物でもある。
弓子・ヘパリーゼ（ゆみこ・ヘパリーゼ）
声：御苑生メイ
身長：145cm 3サイズ 75/65/74
試しの門学園の教師であり、勇次、六花、睦月達落ちこぼれクラスの担任。打たれ弱く、生徒である六花や睦月にやり込められるも人の話を聞かないため全く進歩しない生徒以上に子供っぽい人。
結婚願望はあるのだが、同級の友人達が皆結婚していくのに自分にはそんな浮いた話が全くないため少々ひがみっぽくなっている。そのため強くはないのにお酒に逃げるが酒癖が悪く酔うと手がつけられない。
実は使える魔法はどんな液体もアルコール（お酒）に変えられる能力らしいのだが、使い道があるのかは不明。
黒の女王（くろのじょうおう）
声：成瀬未亜
身長：???cm 3サイズ ??/??/??
黒い衣装とフードを纏っている”アル”と同じ容姿をした謎の少女。性格は穏やかだがきつい物言いをし、感情はあまり表に出さない。学園都市【門の都市】の裏社会で活動している黒の女王（組織名でもある）の重要人物らしいが何を目的に行動しているのか不明。”アル”と試しの門学園にあるプラゥヴ クルイードと深い関係がある。
実態はマンダニアソーサネーション幹部によって召還された、アルフヒルドの思い人がこの世から消えた事への強い悲しみの残留思念を集めて実体化した化身。そのため人間界でのうのうと生活しているアルフヒルドに対して強い敵対心を抱いており、女神本体への執着心ともなっている。
幹部（かんぶ）
声：??
身長：???cm 3サイズ ??/??/??
学園都市【門の都市】にある巨大ソーサリー企業マンダニアソーサネーションの幹部社員で名前については不明。独特の話し言葉をつかい、言葉使いとは裏腹にきつい言動を実行する人物。裏社会で活動している”黒の女王”と深い関わりがあり、活動資金の提供者でもある。プラゥヴ クルイードに封印されている女神の力に惹かれている企業人であり、利益を追求するために黒の女王を利用しているのだが成果が出ないことに不満を持っている。またこのゲームに登場するキャラにおいては一番の巨乳だと思われるが絡み等のシーンは無い。
巨大ソーサリー企業をバックにして魔法使いによる儀式によって”黒の女王”を召還した張本人でもある。

## スタッフ
- 原画：双龍、なるみすずね
- シナリオ：橘ぱん
- 音楽：細井聡司

## 主題歌
オープニングテーマ「マジカル×ミラクル」
作詞：澄田まお / 作・編曲：WACHA / 歌：矢田みこ
エンディングテーマ「Rainbow」
作詞：澄田まお / 作・編曲：bAsHEE / 歌：成瀬未亜

## 要求スペック
- OS：Windows 2000、Windows XP、Windows Vista
- CPU：（必要）Pentium II 300MHz、（推奨）PenitumIII 1.0GHz
- 使用メモリ：（必要）256MB、（推奨、Vistaは必須）1GB以上推奨
- 解像度/色数：800×600、ハイカラー以上必要、フルカラー推奨。
- 音源：DirectSound、DirectX：8.0a以上